# Championnat du Mexique de football 1946-1947
Navigation
Saison précédente Saison suivante
La Primera División 1946-1947 est la quatrième édition de la première division mexicaine.
Lors de ce tournoi, le Deportivo Veracruz a tenté de conserver son titre de champion du Mexique face aux quatorze meilleurs clubs mexicains.
Chacun des quinze clubs participant au championnat était confronté deux fois aux quatorze autres.

## Les 15 clubs participants
| \| Mexico: Club América CF Asturias CF Atlante Real Club España Club Deportivo Marte Guadalajara: CF Atlas Chivas de Guadalajara Oro de Jalisco Deportiva Orizabeña Moctezuma de Orizaba Deportivo Veracruz CF Puebla CF Tampico FC León San Sebastián de León Mexico Guadalajara \| Localisation des clubs engagés dans le championnat. |
| Mexico: Club América CF Asturias CF Atlante Real Club España Club Deportivo Marte Guadalajara: CF Atlas Chivas de Guadalajara Oro de Jalisco Deportiva Orizabeña Moctezuma de Orizaba Deportivo Veracruz CF Puebla CF Tampico FC León San Sebastián de León Mexico Guadalajara                                                           |

| Club                       | Stade                           | Capacité          | Ville       |
| Club América               | Parque Asturias                 | 25 000            | Mexico      |
| CF Asturias (en)           | Parque Asturias                 | 25 000            | Mexico      |
| CF Atlante                 | Stade inconnu                   | Capacité inconnue | Mexico      |
| CF Atlas                   | Stade Felipe Martínez Sandoval  | 10 000            | Guadalajara |
| Real Club España           | Parque España y Club Reforma    | 1 000             | Mexico      |
| Chivas de Guadalajara      | Stade Felipe Martínez Sandoval  | 10 000            | Guadalajara |
| Oro de Jalisco             | Stade Felipe Martínez Sandoval  | 10 000            | Guadalajara |
| FC León                    | Stade inconnu                   | Capacité inconnue | León        |
| San Sebastián de León (en) | Stade La Martinica              | 11 000            | León        |
| Club Deportivo Marte       | Stade inconnu                   | Capacité inconnue | Mexico      |
| Deportiva Orizabeña (en)   | Stade Socum                     | 7 000             | Orizaba     |
| Moctezuma de Orizaba (en)  | Stade Moctezuma                 | Capacité inconnue | Orizaba     |
| CF Puebla                  | Stade inconnu                   | Capacité inconnue | Puebla      |
| CF Tampico                 | Stade inconnu                   | Capacité inconnue | Tampico     |
| Deportivo Veracruz         | Parc Deportivo Veracruzano (en) | 12 000            | Veracruz    |

## Compétition
Les quinze équipes s'affrontent à deux reprises selon un calendrier tiré aléatoirement.
Le classement est établi sur l'ancien barème de points (victoire à 2 points, match nul à 1, défaite à 0).
Le départage final se fait selon les critères suivants si le titre ou la relégation sont en jeu :
- Le nombre de points.
- Un match de départage.

Sinon le départage final se fait selon les critères suivants :
- Le nombre de points.
- La différence de buts générale.
- La différence de buts particulière.
- Le nombre de buts marqué à l'extérieur.
- Le tirage au sort.

### Classement
| Rang | Équipe                        | Pts | J  | G  | N | P  | Bp | Bc | Diff |
| ---- | ----------------------------- | --- | -- | -- | - | -- | -- | -- | ---- |
| 1    | CF Atlante                    | 42  | 28 | 18 | 6 | 4  | 82 | 43 | +39  |
| 2    | FC León                       | 41  | 28 | 18 | 5 | 5  | 85 | 42 | +43  |
| 3    | Deportivo Veracruz (T)        | 38  | 28 | 15 | 8 | 5  | 85 | 46 | +39  |
| 4    | CF Puebla                     | 35  | 28 | 13 | 9 | 6  | 55 | 45 | +10  |
| 5    | CF Atlas                      | 34  | 28 | 14 | 6 | 8  | 59 | 45 | +14  |
| 6    | CF Tampico                    | 32  | 28 | 12 | 8 | 8  | 51 | 42 | +9   |
| 7    | Moctezuma de Orizaba (en) (C) | 27  | 28 | 10 | 7 | 11 | 58 | 68 | -10  |
| 8    | Oro de Jalisco                | 26  | 28 | 10 | 6 | 12 | 51 | 62 | -11  |
| 9    | Real Club España              | 25  | 28 | 11 | 3 | 14 | 53 | 57 | -4   |
| 10   | CF Asturias (en)              | 25  | 28 | 10 | 5 | 13 | 53 | 65 | -12  |
| 11   | Chivas de Guadalajara         | 23  | 28 | 7  | 9 | 12 | 58 | 61 | -3   |
| 12   | Deportiva Orizabeña (en)      | 19  | 28 | 7  | 5 | 16 | 51 | 62 | -11  |
| 13   | San Sebastián de León (en)    | 19  | 28 | 7  | 5 | 16 | 55 | 88 | -33  |
| 14   | Club América                  | 17  | 28 | 7  | 3 | 18 | 53 | 80 | -27  |
| 15   | Club Deportivo Marte          | 17  | 28 | 5  | 7 | 16 | 56 | 99 | -43  |

| Légende : Abréviations | Légende : Abréviations                                            |
| ---------------------- | ----------------------------------------------------------------- |
|                        | (T) : Tenant du titre (C) : Vainqueur de la Copa México 1946-1947 |

## Bilan du tournoi
| Tableau d'Honneur    |                           |
| Compétition          | Vainqueur                 |
| Primera División     | CF Atlante                |
| Copa México          | Moctezuma de Orizaba (en) |
| Campeón de Campeones | Moctezuma de Orizaba (en) |